# Athanasios Pafilis

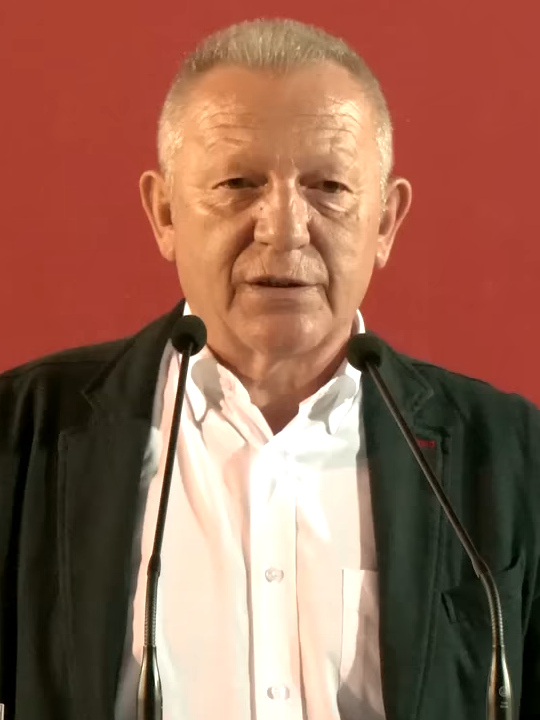
Athanasios Pafilis, 2023

Athanasios Pafilis (griechisch: Θανάσης Παφίλης, * 8. November 1954 in Pitsio Fthiotidas, griechisch Πίτσιο Φθιώτιδας) ist ein griechischer Politiker der Kommunistischen Partei.

## Leben
Pafilis erwarb das Diplom der juristischen Fakultät in Thessaloniki. Er gehörte dem Zentralkomitee der Kommunistischen Partei an und war Generalsekretär des griechischen Komitees für internationale Entspannung und Frieden sowie des Weltfriedensrates. Er saß außerdem im Ausschuss für Menschenrechte der Vereinten Nationen. Von 1989 bis 1993 gehörte er dem Griechischen Parlament an. 2004 wurde er in das Europäische Parlament gewählt, im Oktober 2009 kehrte er in das griechische Parlament zurück. Bei den Wahlen im Mai und Juni 2012 wurde sein Mandat jeweils bestätigt.